# Římskokatolická farnost – arciděkanství Ústí nad Labem
Římskokatolická farnost – arciděkanství Ústí nad Labem (lat. Austa) je církevní správní jednotka sdružující římské katolíky na území města Ústí nad Labem a v jeho okolí. Organizačně spadá do ústeckého vikariátu, který je jedním z 10 vikariátů litoměřické diecéze.

## Historie farnosti
První písemná zmínka o farní lokalitě pochází z roku 993. Kolem roku 1000 zde byla již plebánie. Matriky jsou vedeny od roku 1579. Arciděkanství bylo kanonicky zřízeno od roku 1928.

### Duchovní správcové vedoucí farnost
Začátek působnosti jmenovaného v duchovní správě farnosti od:
- 1318 Peter (Petr), farář
- 1318 Jan, farář
- 1351-1354 Johannes Schomburg (Johann Šumburk[3]), farář
- 1363 Jindřich z Hakenbornů, farář
- 1364 Dětmar z Oppeln, kanovník
- 1365 Ulrich z Glogau, farář
- 1373-1382 Matyáš z Pirny, farář
- 1382-1385 Benedikt z Prahy, farář
- 1397 Václav z Blahotic u Slaného, kanovník
- 1409 Vilém, farář
- 1411 Mikuláš z Kouřími, farář
- 1413 Petr ze Žitavy, farář
- 1425 Jan z Miřovic, farář
- ? Pavel z Lípy, farář
- 1473-1474 Johann Raser z Kladska, farář
- 1486 Gregor Greca, farář
- 1486 Bartoloměj, farář
- 1487-1495 Johann de Ponte (z Mostu), farář
- 1501-1506 Jan Borovský, farář
- ? Lorenz Meissner, farář
- 1539-1552 Mikuláš Janus, farář
- 1564-1566 Peter Netter, farář
- 1566-1570 Andreas Klinser, farář
- 1570-1573 Georg Ferber, farář
- ? Matyáš Petrzik (Petřík ?) z Krumlova, farář
- 1573-1574 Valentin Schärfer, farář
- 1574-1576 Kaspar Kreuziger (Cruziger ?), farář
- 1579-1582 Johann Güttner (Gärtner ?), farář
- 1583-1586 Jakob Behen, farář
- 1586-1590 Wolfgang Lang, farář
- 1590-1596 Martin Seidel, děkan
- 1596-1600 Kaspar Behem z Fliessenbachu, děkan
- 1600-1607 Jonáš Machnitzky z Machnitz, děkan
- 1607-1608 Georg Romelius Neumann, děkan
- 1608-1630 Johann Michaelius, děkan a filosof
- 1636-1668 Wilhelm Chirotheka, děkan[4]
- 27. 10. 1668 Gregor Ignaz Conrad, děkan
- ? 1. 10. 1678 Jiří Heřman Augustin, děkan
- 27. 9. 1678 Gregor Ignaz Conrad, děkan
- 1. 9. 1689 Joann Mathias Proksch z Děčína, děkan
- 2. 2. 1700 Henric. Kunze
- 21. 4. 1708 Johann Wenzel Franz Koch, děkan
- 9. 7. 1718 Johann Franz Illing, děkan
- 2. 5. 1748 Georg Sebastian Petschnitz (Petsching), děkan
- 7. 2. 1760 Anton Athenogenes Barm, děkan
- 28. 8. 1770 Franz Illing, † 11. 10. 1803, děkan a vikář
- 1803 dec. vacat, cap. Laurenz Paffel (Passel) z Prahy
- 1803 Michael Ferdinand Illing, † 17. 12. 1810, děkan
- 1812 Laurenz Paffel (Passel) z Prahy, n. 16. 4. 1757 Praha o. 10. 6. 1781, † 18. 3. 1825, děkan
- 1825 Franz Kühnel (Kühnelt), n. 15. 10. 1787 Hrob, o. 9. 9. 1811 (snad působil až do roku 1854), děkan
- 1854 chybí katalog
- 1855 Franz Weiss, n. 2. 11. 1819 Ritschenens., o. 25. 7. 1844, † 12. 10. 1901, děkan
- 1902 par. vacat admin. interc. Josef Kříž
- 1903 Anton Zimmler, n. 16. 1. 1843 Kr. Březno (Ul), o. 20. 7. 1869, † 28. 2. 1918, děkan a vikář
- 1918 Ferdinand Schwind, n. 28. 3. 1875 Schönwald bei Friedland, o. 10. 7. 1898, arciděkan
- 1941 Johann Stiel, n. 24. 9. 1897 Roßhaupt, o. 25. 6. 1922, po r. 1945 Ingolstadt, arciděkan
- 1. 10. 1945 Ludov. Němec
- 1. 12. 1945 Dr. Antonín Chramosta, admin.
- 1. 6. 1948 Dr. Metoděj Habáň OP, admin.
- 1. 9. 1948 Antonín Ludvík Kašpárek OP, admin.
- 21. 8. 1950 Jan Veselka, admin.
- 1. 2. 1951 Antonín Gruss, admin.
- 7. 1. 1953 Ferdinand Mánek
- 26. 9. 1953 Ignác Stodůlka, admin.
- 1. 3. 1955 Vlastimil Punčochář, admin.
- 1. 3. 1960 Miroslav Jurčík, admin.
- 1. 1. 1987 Viktor Maretta
- 1. 3. 1987 Dr. Antonín Sporer, arciděkan
- 1999 Pavel Jančík, farář
- 2002–2025 Miroslav Šimáček, admin.; od 1. 7. 2012, arciděkan
  - 2005–2007 Rudolf Repka, farní vikář
  - 2007–2009 Artur Tadeusz Ściana, farní vikář[5]
  - 2010–2011 Josef Hurt, kněz pověřený pastorací v rámci UJEP v Ústí n. Labem
  - 2019–2021 Václav Novák, farní vikář
  - 1. 2. 2023 – 31. 7. 2024 David Mikluš, farní vikář
  - 1. 8. 2024 – 14. 7. 2025 Martin Davídek, farní vikář
- 15. 7. 2025 Martin Davídek, farář (arciděkan)[6]

Kromě kněží stojících v čele farnosti, působili ve farnosti v průběhu její historie i jiní kněží. Většinou pracovali jako farní vikáři, kaplani, katecheté, výpomocní duchovní aj.

## Území farnosti
Do farnosti náleží území těchto obcí:
- Ústí nad Labem (Aussig[p 2])
- Klíše (Kleischa[p 2])
- Stříbrníky (Zibernik[p 2])
- Vaňov (Wannow[p 2])

## Římskokatolické sakrální stavby a místa kultu na území farnosti
| | Fotografie | Stavba                         | Místo          | Bohoslužby                      | Zeměpisné souřadnice            | Status           | Číslo kulturní památky                      |
| Kostely | Kostely    | Kostely                        | Kostely        | Kostely                         | Kostely                         | Kostely          | Kostely                                     |
| --- | ---------- | ------------------------------ | -------------- | ------------------------------- | ------------------------------- | ---------------- | ------------------------------------------- |
| 1. |            | Kostel Nanebevzetí Panny Marie | Ústí nad Labem | bližší informace o bohoslužbách | 50°39′33″ s. š., 14°2′27″ v. d. | farní kostel     | 42984/5-264 (Pk•MIS•Sez•Obr•WD) (Q12030373) |
| 2. |            | Kostel sv. Vojtěcha            | Ústí nad Labem | bližší informace o bohoslužbách | 50°39′33″ s. š., 14°2′32″ v. d. | klášterní kostel | 42740/5-265 (Pk•MIS•Sez•Obr•WD) (Q24050027) |
| 3. |            | Kostel sv. Josefa              | Vaňov          | bližší informace o bohoslužbách | 50°37′27″ s. š., 14°3′39″ v. d. | filiální kostel  | —                                           |
| Kaple |            |                                |                |                                 |                                 |                  |                                             |
| 4. |            | Univerzitní kaple              | Ústí nad Labem | bližší informace o bohoslužbách | 50°39′57″ s. š., 14°1′29″ v. d. | kaple            | —                                           |
| 5. |            | Farní kaple Panny Marie        | Ústí nad Labem | bližší informace o bohoslužbách | 50°39′34″ s. š., 14°2′24″ v. d. | kaple            | —                                           |
| Zaniklé sakrální stavby |            |                                |                |                                 |                                 |                  |                                             |
| 6. |            | Kaple Navštívení Panny Marie   | Ústí nad Labem | nelze sloužit                   | 50°39′42″ s. š., 14°3′0″ v. d.  | zbořená kaple    | —                                           |
| Některé drobné sakrální stavby a pamětihodnosti lze dohledat zde v databázi Drobné sakrální památky Zaniklé sakrální stavby lze dohledat zde v databázi Poškozené a zničené kostely, kaple a synagogy v České republice |            |                                |                |                                 |                                 |                  |                                             |

Ve farnosti se mohou nacházet i další drobné sakrální stavby, místa římskokatolického kultu a pamětihodnosti, které neobsahuje tato tabulka.

## Farní obvod
Z důvodu efektivity duchovní správy byl vytvořen farní obvod (kolatura) sestávající z přidružených farností spravovaných excurrendo z Ústí nad Labem. Jsou jimi farnosti (řazeno abecedně):
1. Římskokatolická farnost Čermná
2. Římskokatolická farnost Chlumec
3. Římskokatolická farnost Krásný Les
4. Římskokatolická farnost Libouchec
5. Římskokatolická farnost Nakléřov
6. Římskokatolická farnost Petrovice
7. Římskokatolická farnost Skorotice
8. Římskokatolická farnost Tisá
9. Římskokatolická farnost Velké Chvojno
10. Římskokatolická farnost Žežice

## Galerie

Římskokatolická farnost – arciděkanství Ústí nad Labem
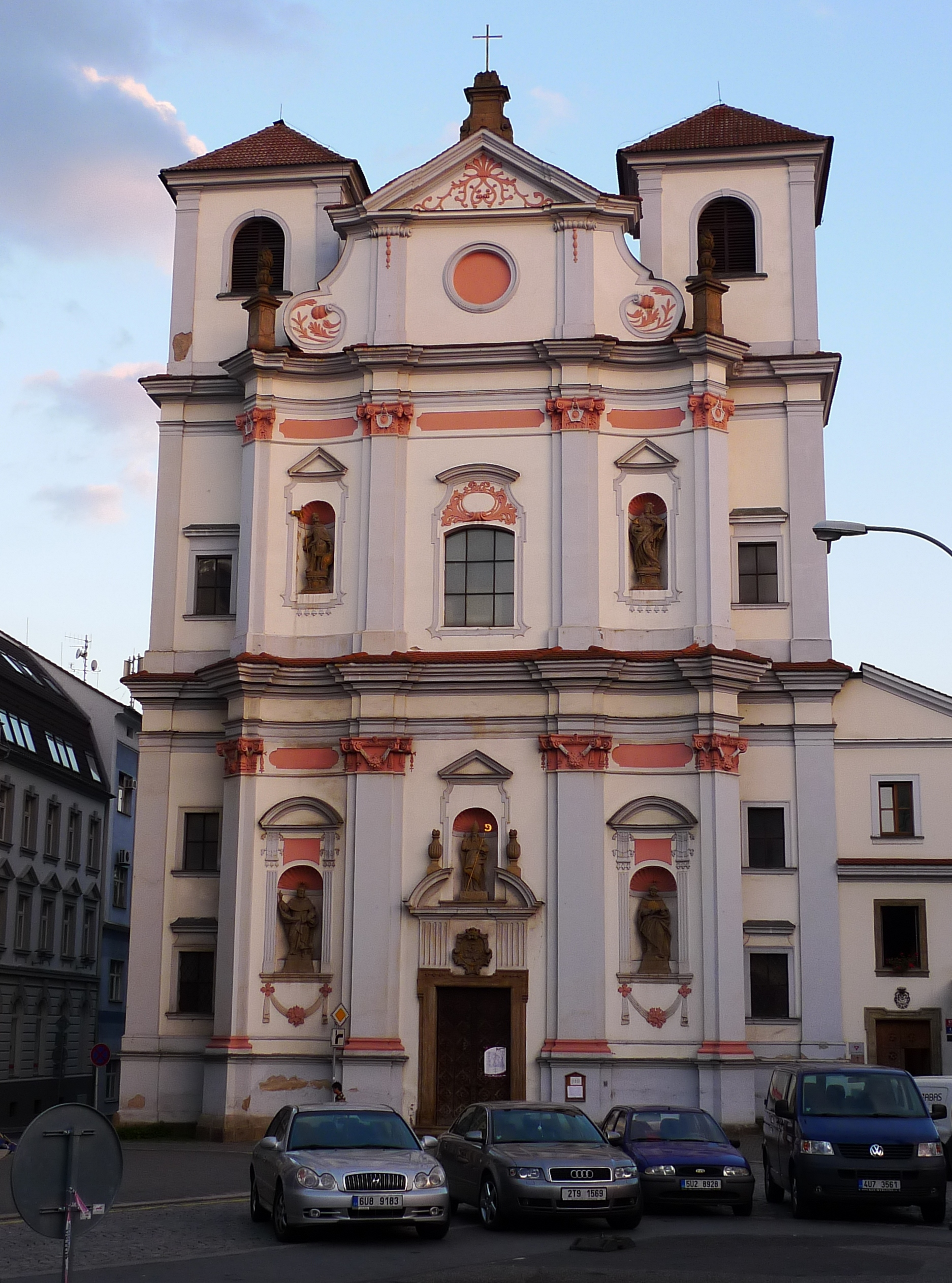
Kostel sv. Vojtěcha v Ústí nad Labem
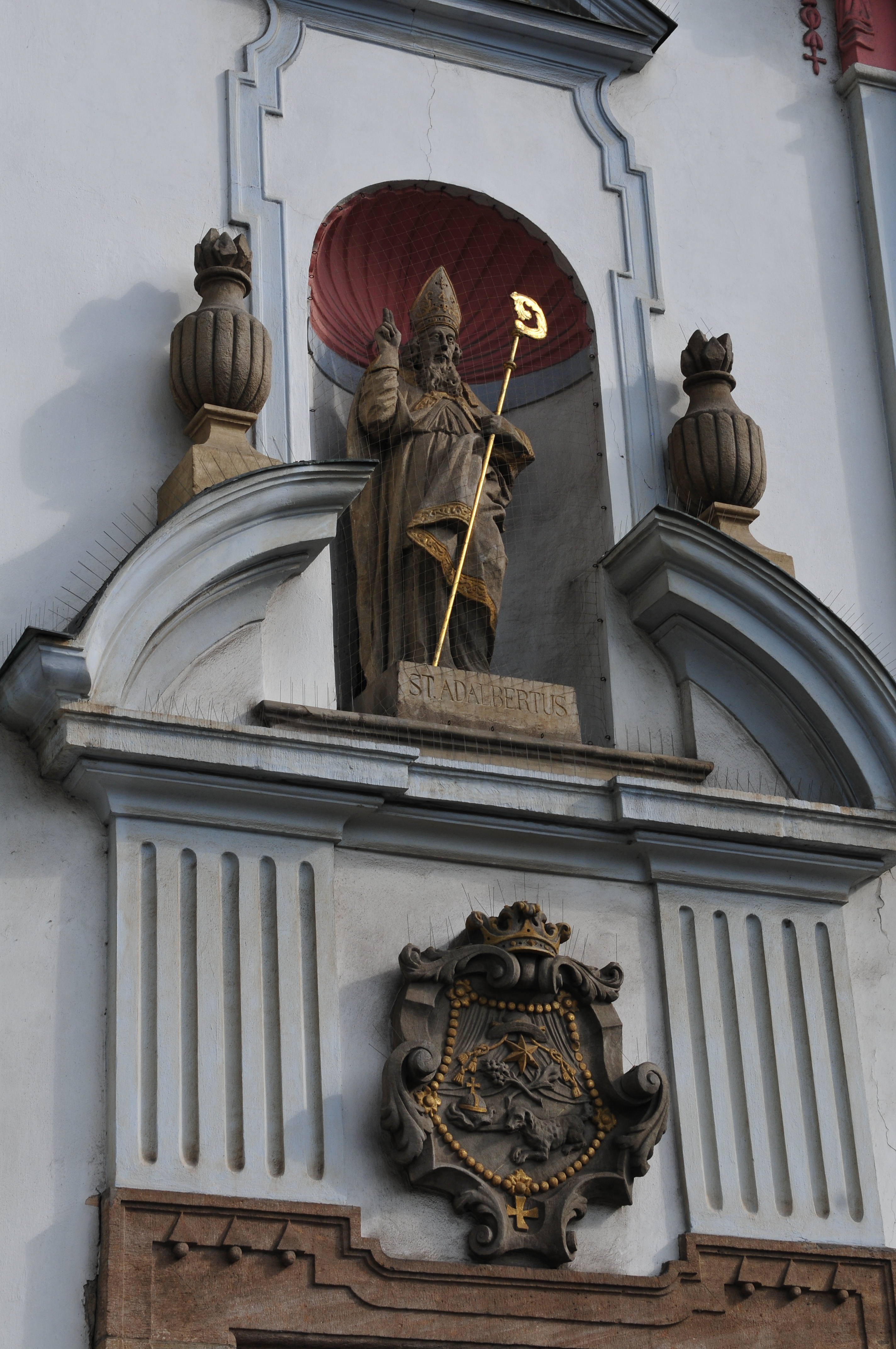
Kostel sv. Vojtěcha v Ústí nad Labem, socha sv. Vojtěcha
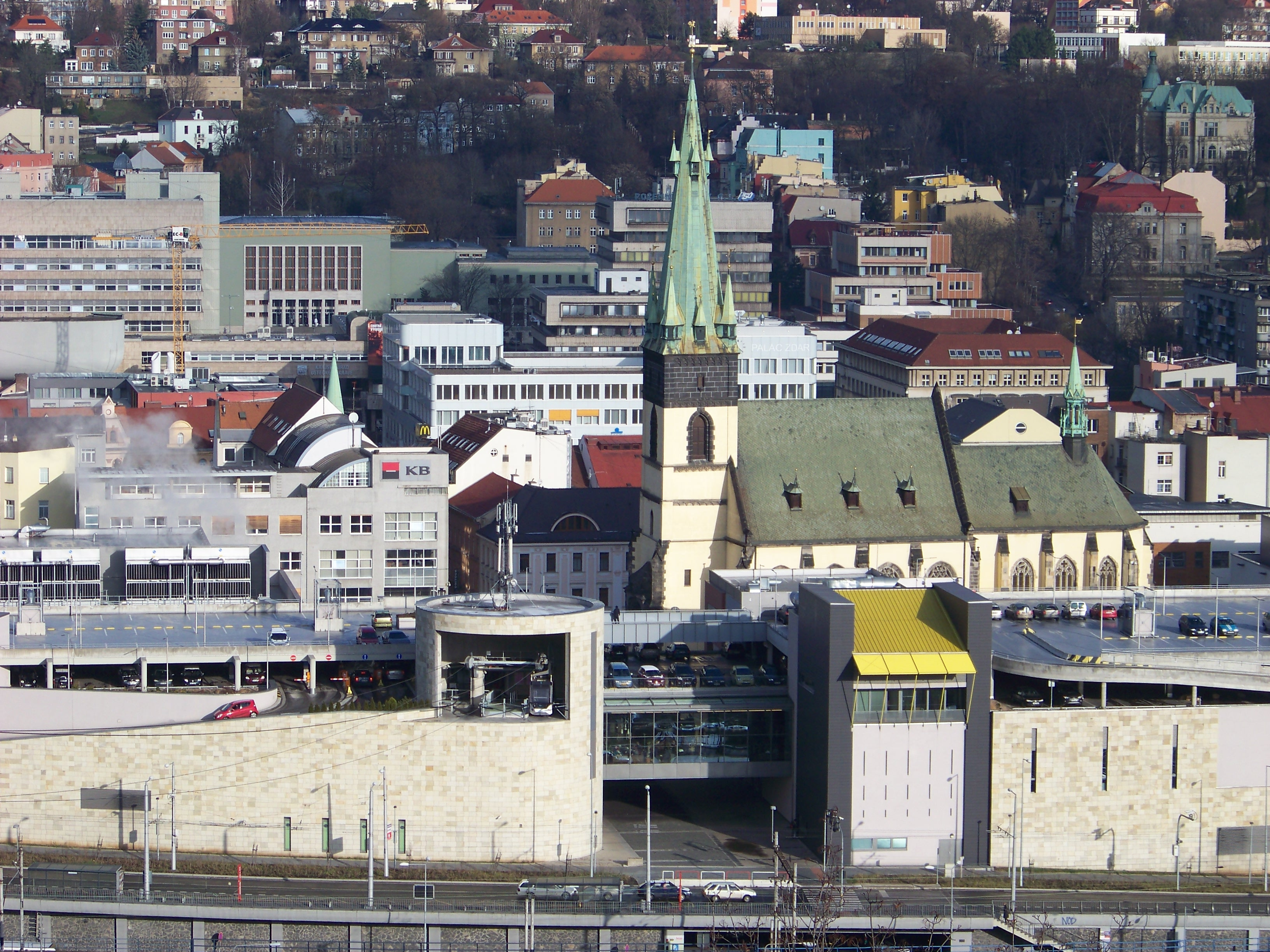
Kostel Nanebevzetí Panny Marie v Ústí nad Labem, pohled z Větruše
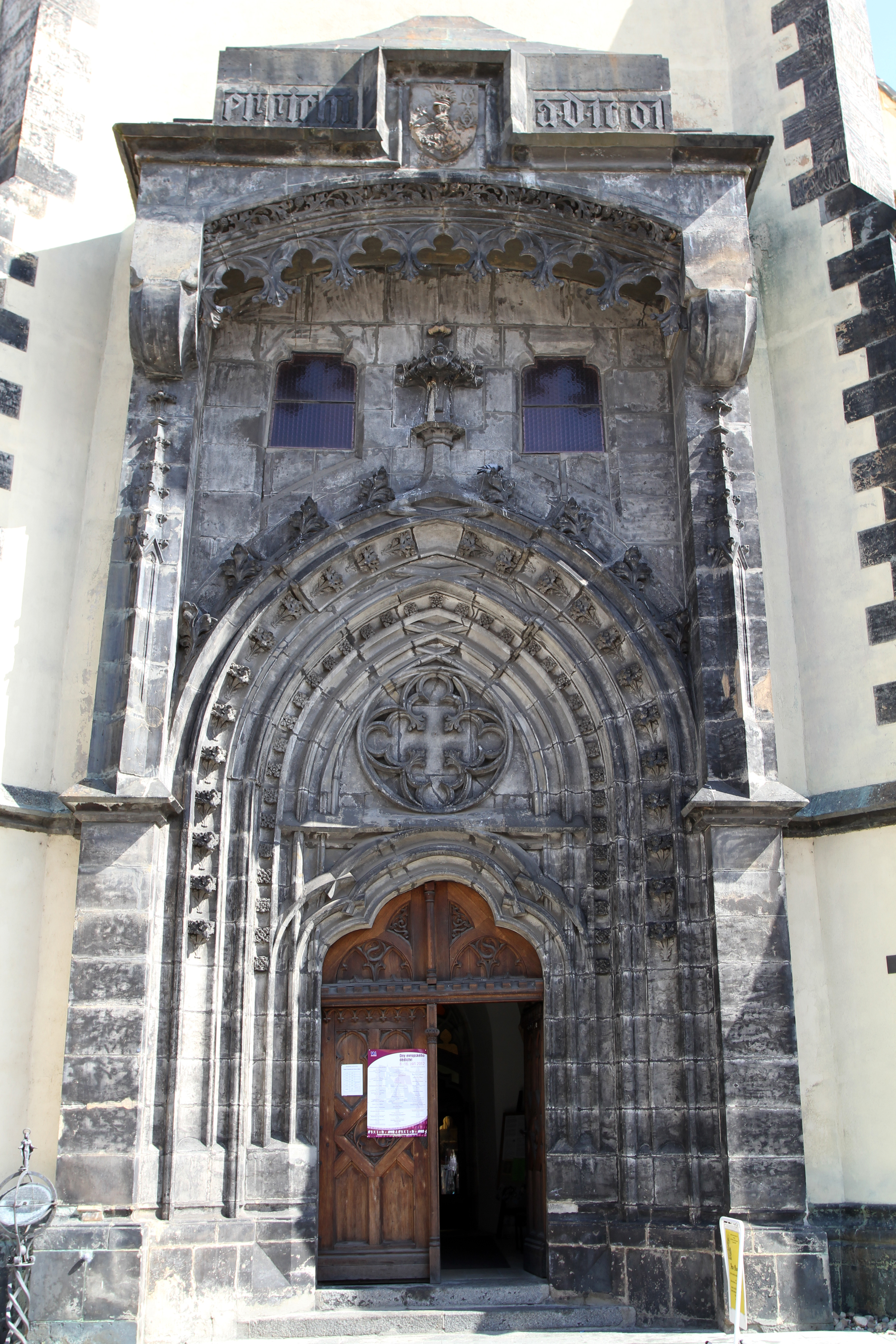
Portál kostela Nanebevzetí P. Marie v Ústí nad Labem